# Himmelstalunds herrgård

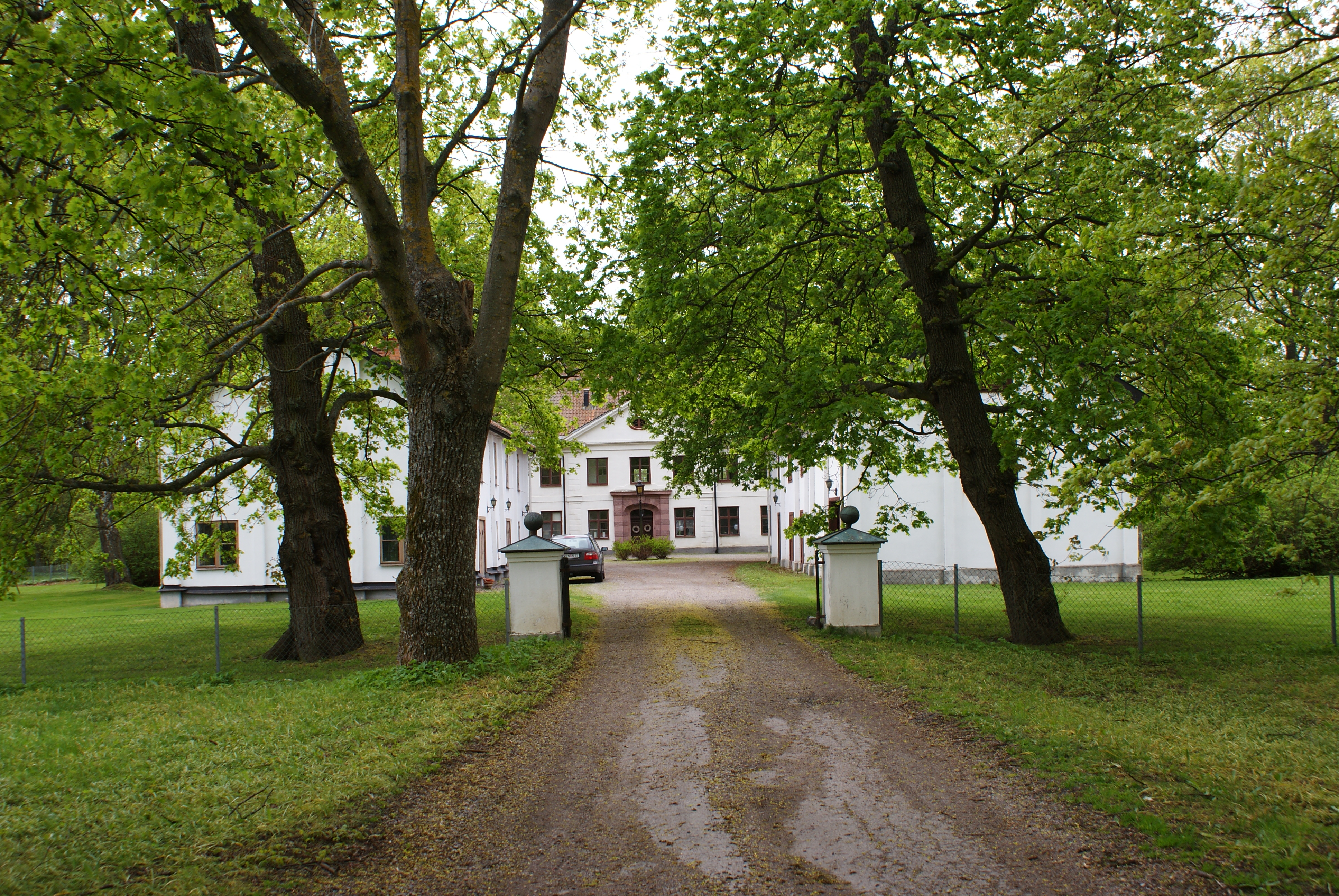
Himmelstalunds herrgård med infartsallén

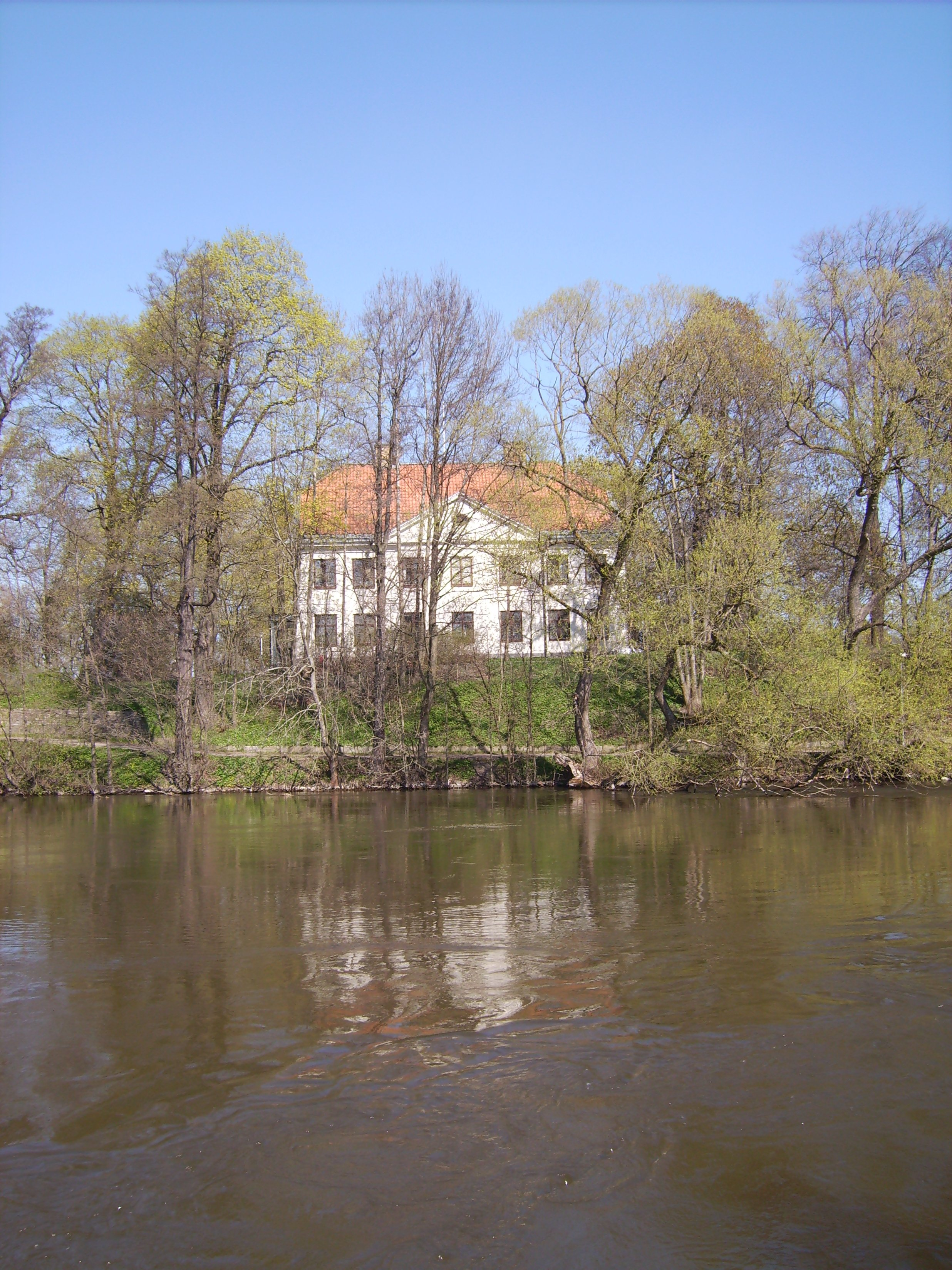
Himmelstalunds herrgård, fasaden mot Motala ström

Himmelstalunds herrgård är ett byggnadsminnesförklarat säteri i Norrköping.
Himmelstalunds herrgård ligger på en udde i Motala ström, öster om den tidigare byn Himmelsta.

## Historik
Bebyggelsen från 1600-talet brändes vid de ryska härjningarna på östkusten 1719. Den nuvarande huvudbyggnaden är från 1730-talet och är en tvåvåningsbyggnad i putsat tegel med valmat enkupigt tegeltak. Den har två tätt liggande vitmålade flyglar med två våningar på ömse sidor av infartallén, en med bostäder och en som är ett magasin. Byggherre var prosten Reinerus Reineri Broocman, eller möjligen hans son Carl Fredrik Broocman.
Från 1670-talet och fram till rysshärjningarna 1719 fanns vid Motala ström ett garveri, där läder bereddes för stövlar, skor och remtyg till den karolinska armén. 
År 1860 köptes Himmelstalunds herrgård av Anders Alreik (1792-1865), som senare testamenterade den till Gustavianska barnhuset i Norrköping. Norrköpings stad köpte gården i början av 1930-talet.
Äppelsorten Himmelstalund kommer från Himmelstalunds fruktträdgård. 
Norr om herrgården ligger Himmelstalunds hälsobrunn. Mellan huvudbyggnaden och hälsobrunnen går en allé, som fortsätter mot Norra kyrkogården. Från 1901 har Femöresbron lett från den sydöstra delen av parken över Motala ström till Kneippen. I oktober 2017 lyftes bron bort för att repareras eller ersättas; sedan dess har broförbindelse saknats.

## Fotogalleri

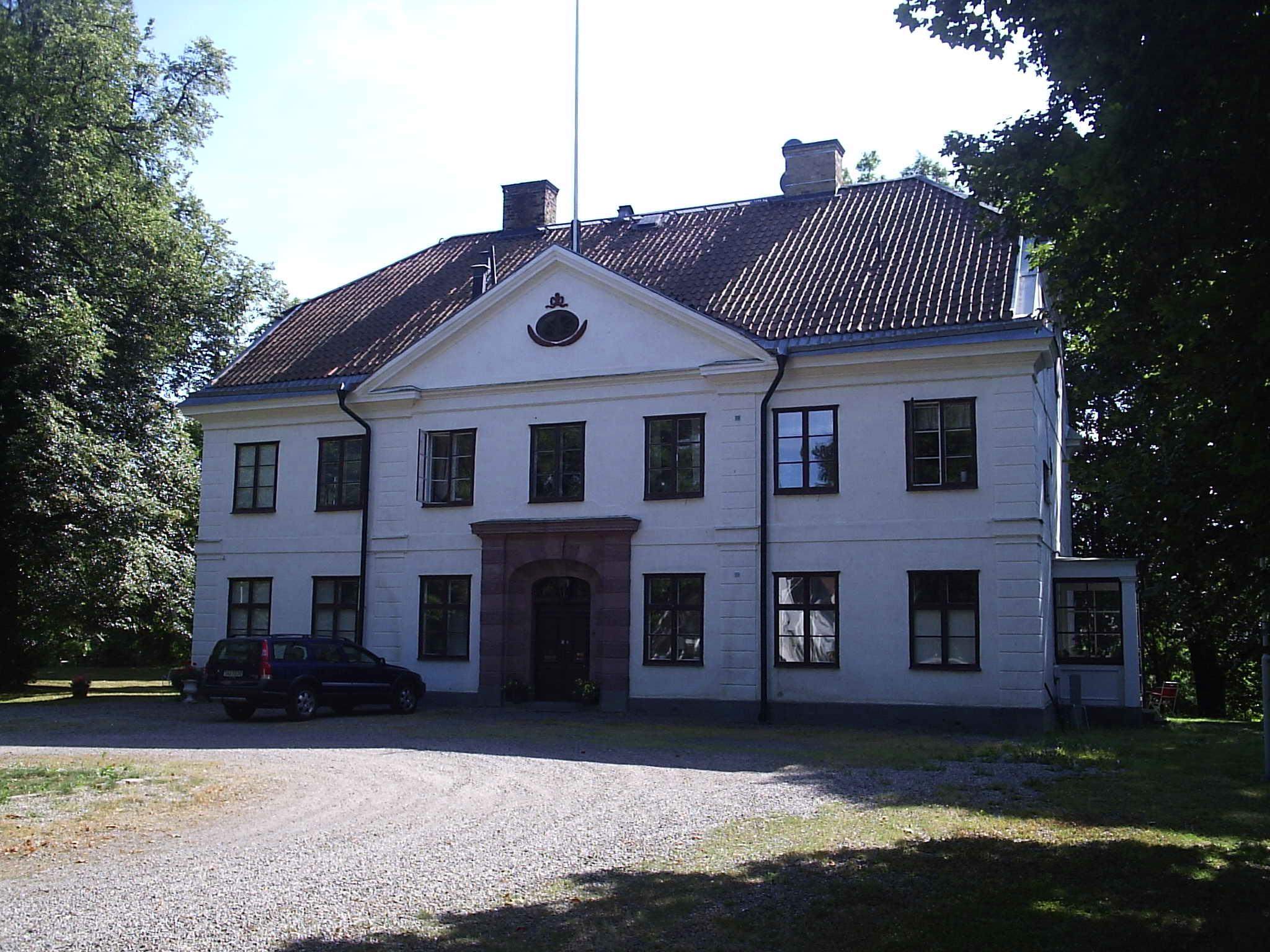
Huvudbyggnaden på entrésidan
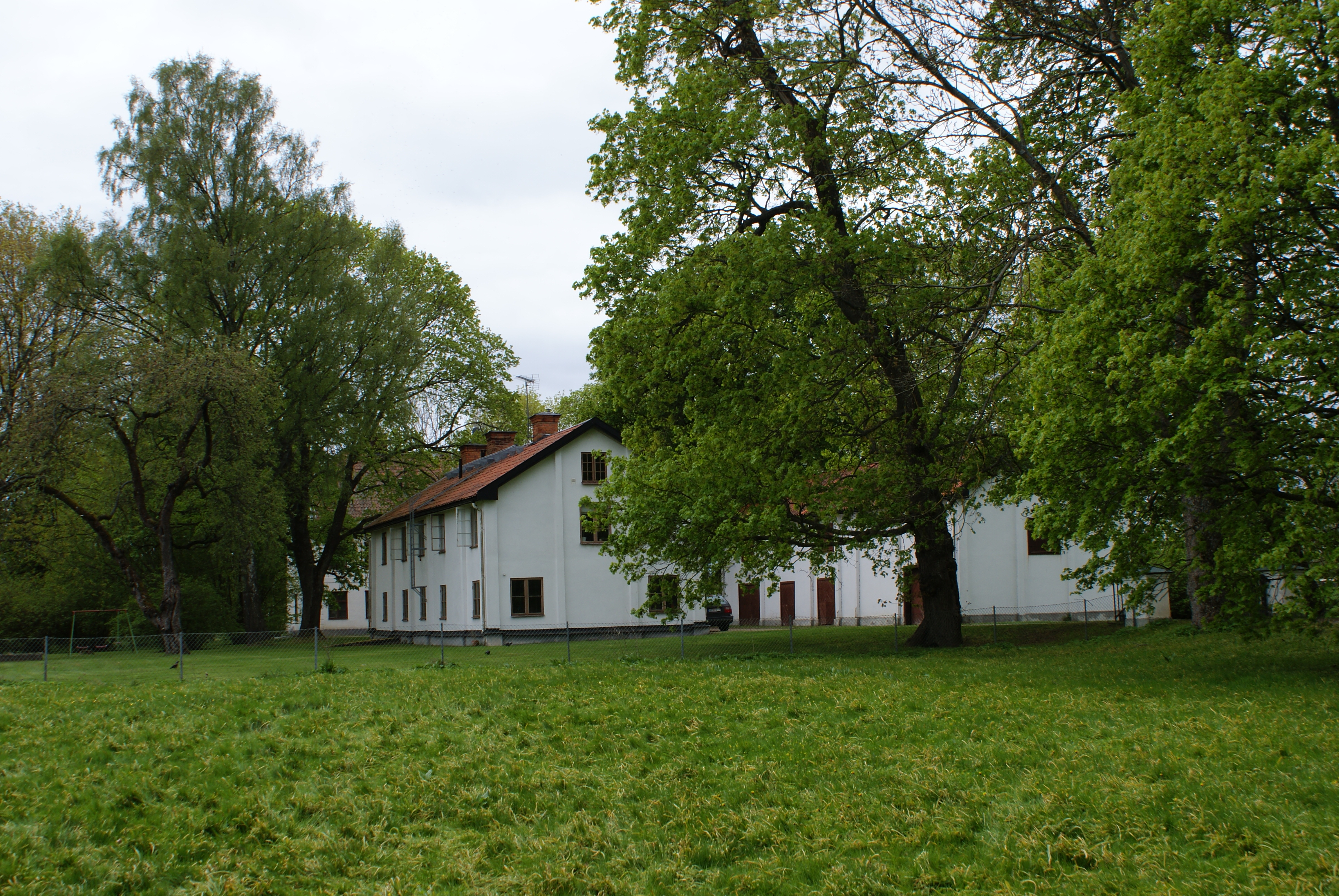
Flyglarna
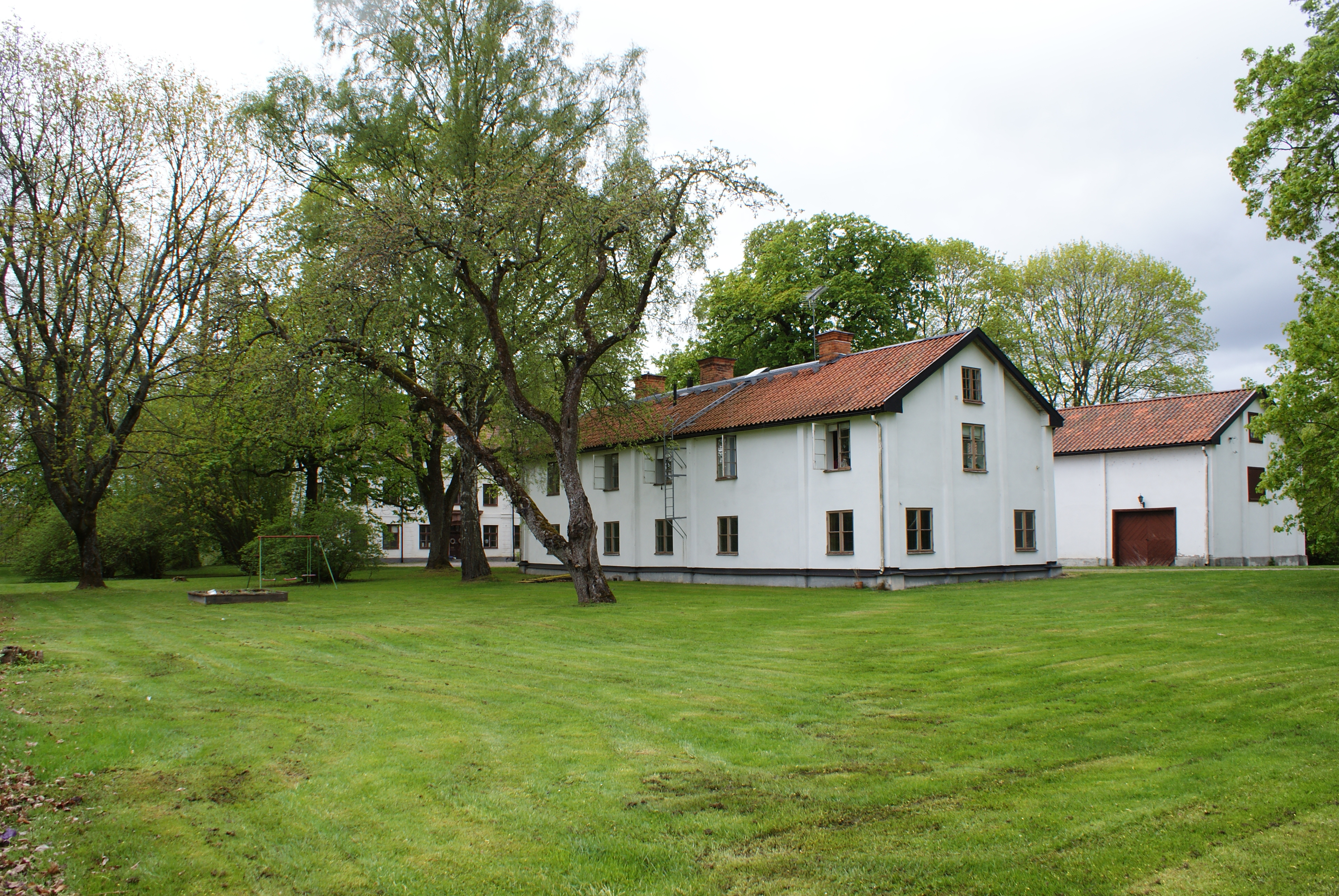
Östra flygeln, bostadsflygeln
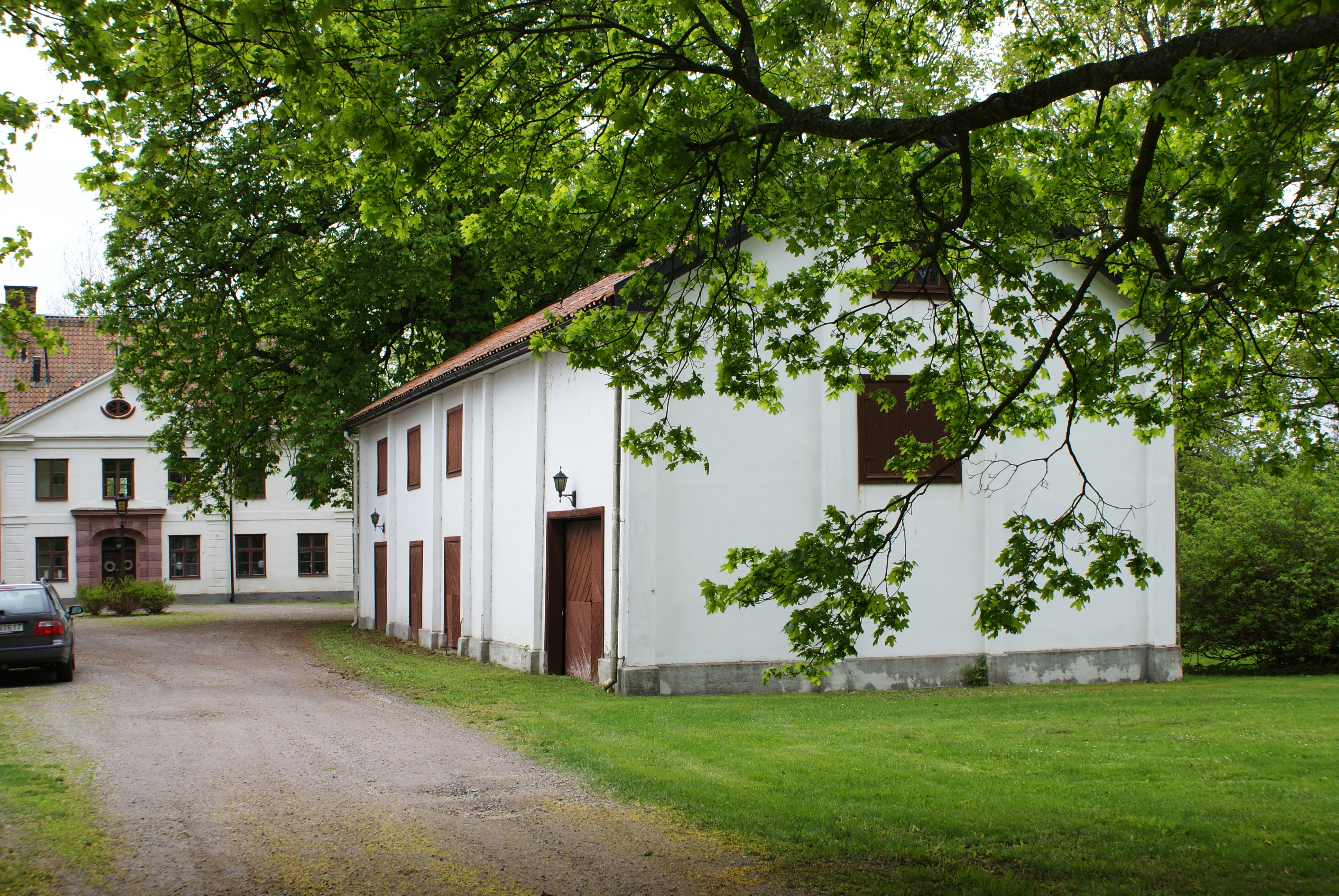
Västra flygeln, magasinsflygeln
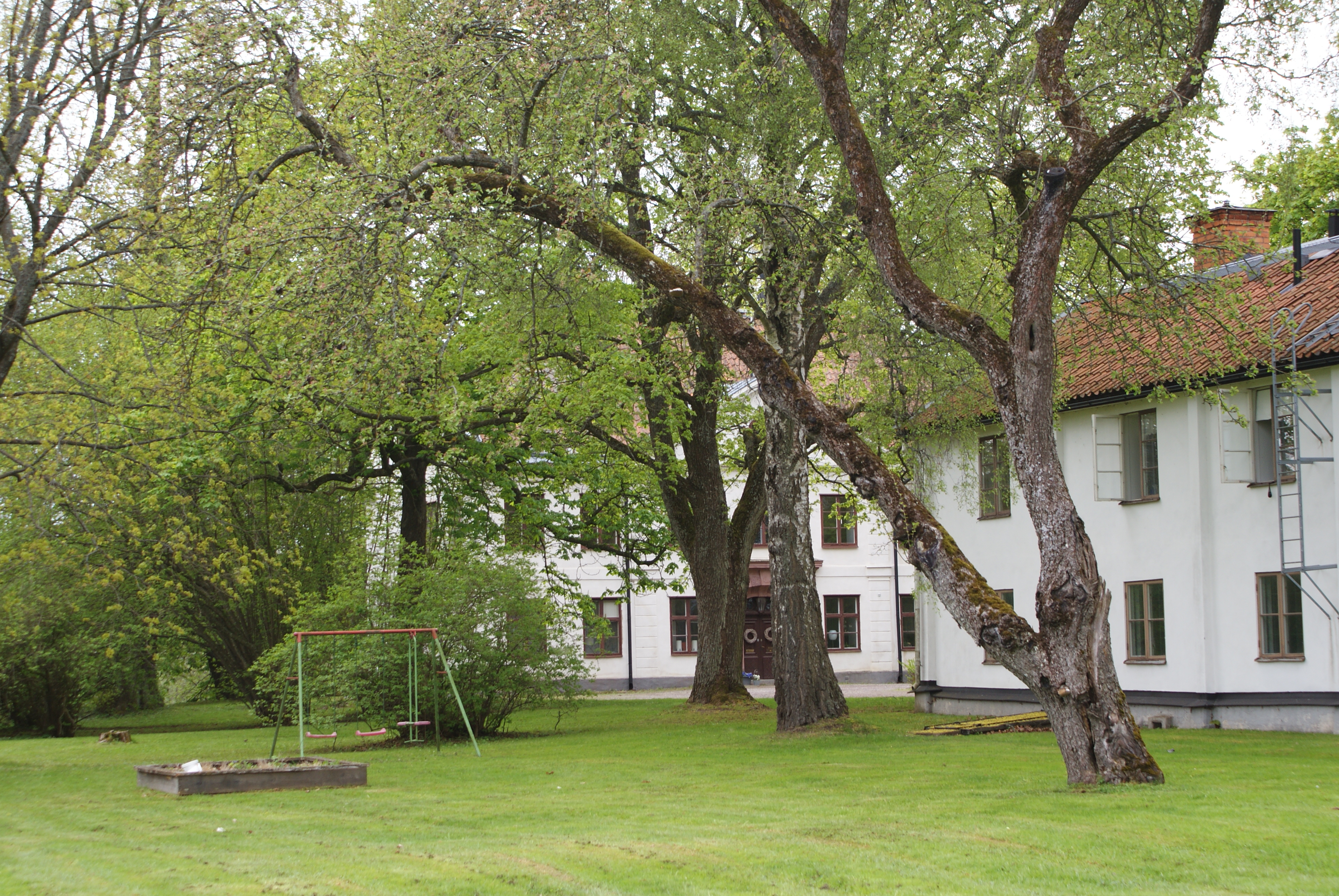
Östra flygeln och huvudbyggnaden
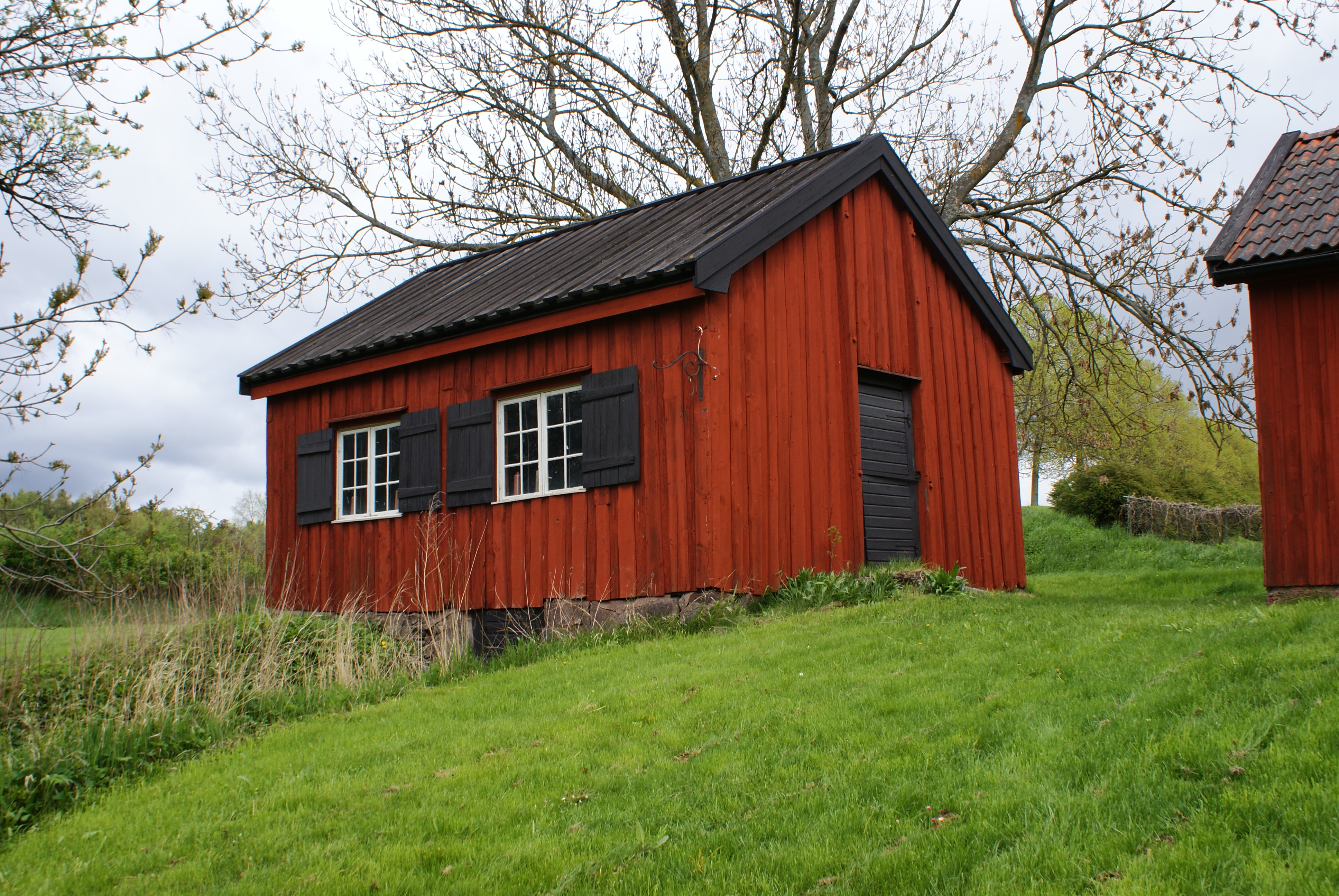
Uthus
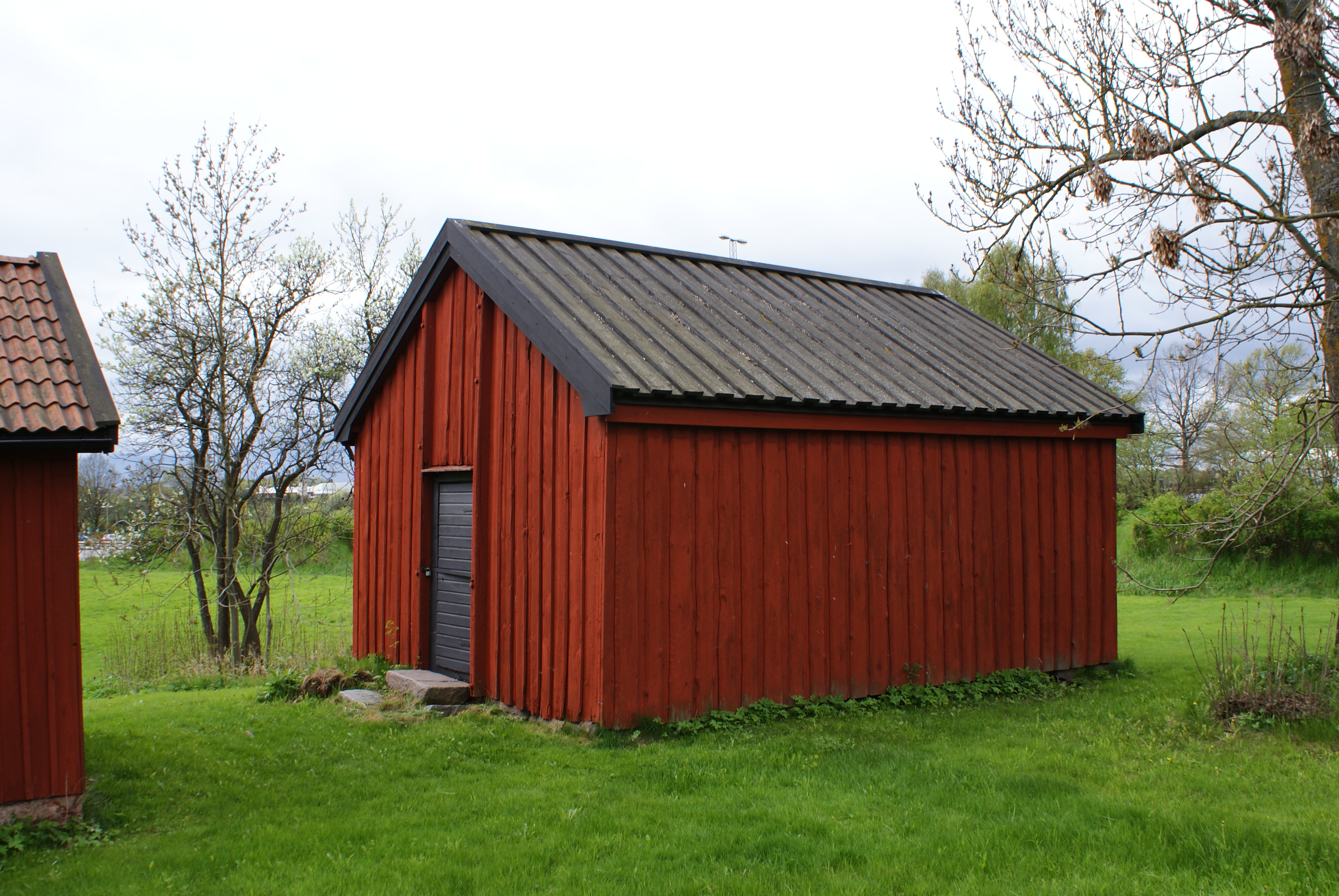
Uthus